# 加拿大神召會嘉智中學
加拿大神召會嘉智中學（英語：PAOC Ka Chi Secondary School）是一所位於香港新界屯門第44區的中學，屬1980年代標準中學校舍建築，於1988年在屯門天主教中學借校，在1991年建成後全面搬遷至目前校舍，當時名為嘉智中學。現任校長是黃偉强，校訓是「博文約禮」。

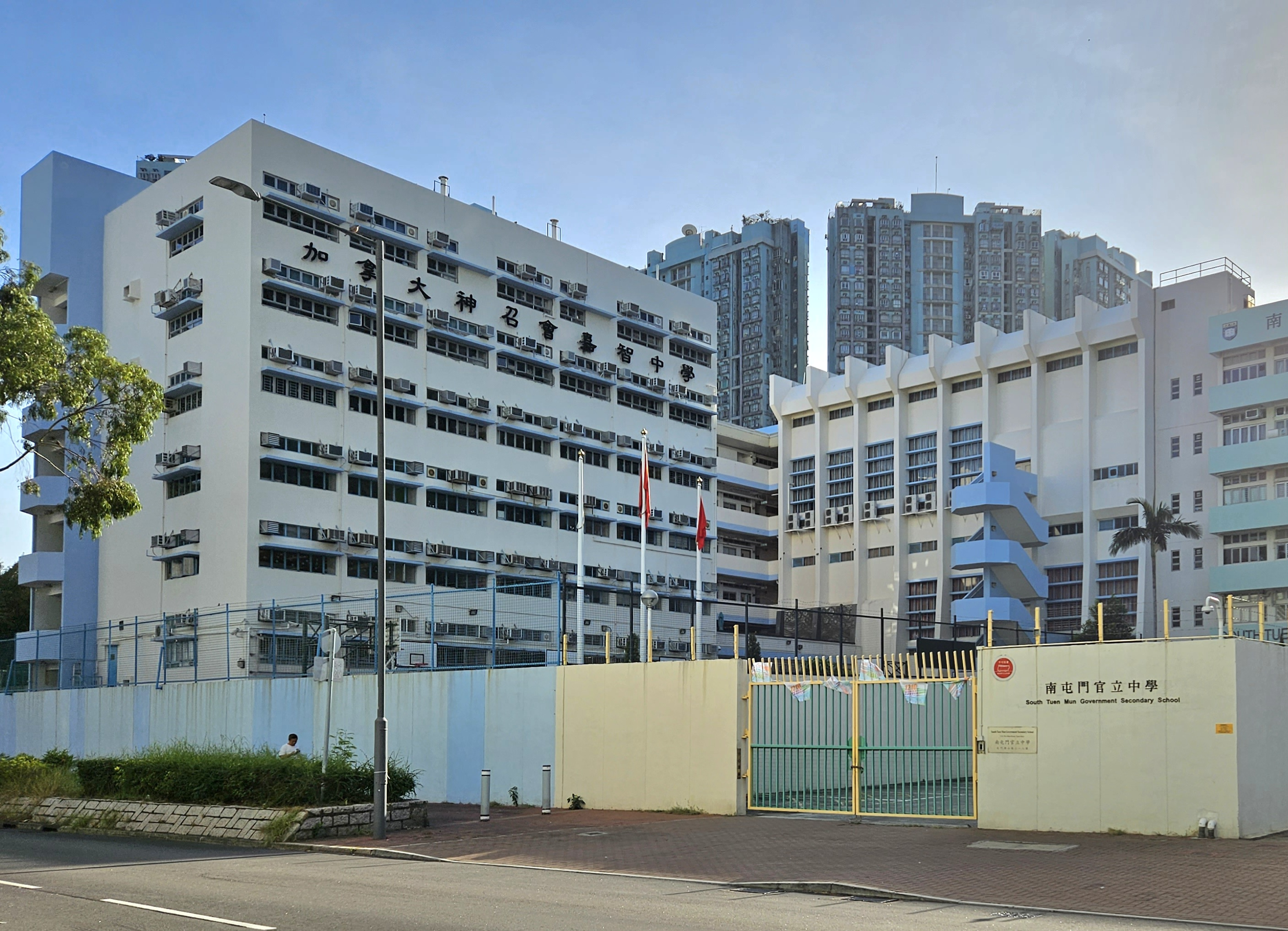
加拿大神召会嘉智中学

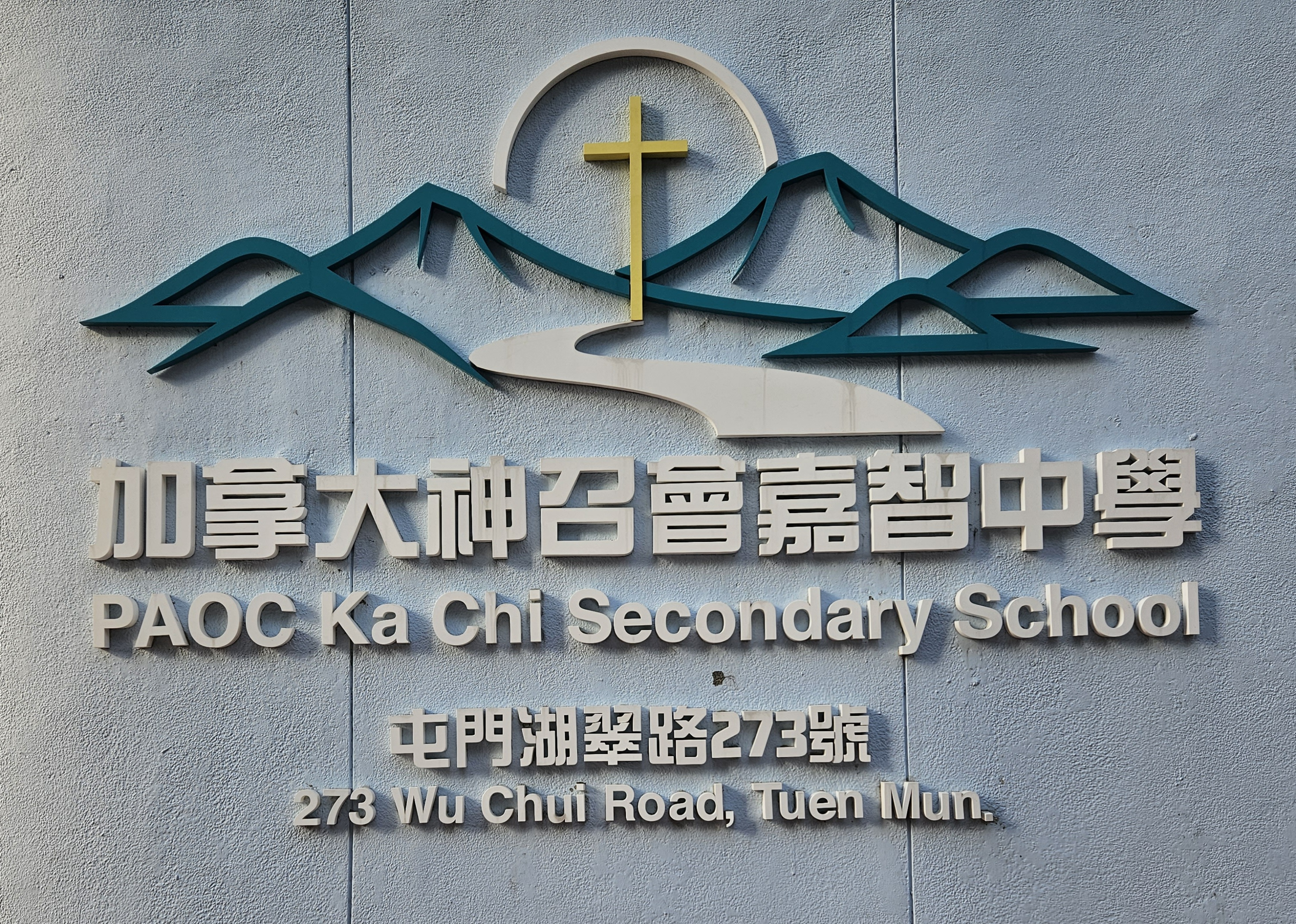
加拿大神召会嘉智中学的門牌

## 校政管理
歷任校監
- 1971年至？：柯士甸 牧師（創校校監兼校長）[2]
- 曾炳和 先生[3]
- 許廣北 先生（兼任神召會康樂中學校長）[4]
- ？至1999年：麥嘉倫 女士（Ms. Sadie McLeod）（兼此校創始人及冠名人；任內逝世）
- 1999年至2003/2004年：謝敬忠 先生[5]
- 2003/2004年至？：利永道 牧師（Rev. Randall Naylor）[6]
- 梁浩鋒 先生（現任校監）

歷任校長
- 1971年-？：柯士甸 牧師（創校校長兼校監）
- 顧惠慶 先生[3]
- 陳國垣 先生[7]
- ？-2010年：李伊瑩 女士[8]（後轉職至九龍真光中學）
- 2010年至今：黃偉強 先生

## 历史
- 1949年10月加拿大神召会宣教士麦嘉伦姑娘及白智贞姑娘初到香港。

石硖尾时期（1954年9月－1988年7月31日）
- 1954年9月，2位宣教士麦嘉伦姑娘及白智贞姑娘蒙神带领在九龙石硖尾大坑西创办嘉智幼稚园及小学，办学初期，课室设在村内一细小石屋内。
- 1969年政府回收石硖尾大坑西用地，决定兴建自置校舍。
- 自置校舍兴建款项大部分来自家长筹款，但教会却虧空部分款项建设教会，引致非議。
- 1971年自置校舍在石硖尾伟智街五号落成。
- 1972年9月石硖尾自置校舍全面搬迁，增设中学部。
- 1977年举办第一届中五毕业典礼。
- 1982年9月，该校获准成为政府资助文法中学
- 1983年校址不敷應用，加上發展潛力有限，于是校长决定筹备兴建屯门。

屯门时期（1988年8月1日至今）
- 1987年因應教育署的遷校政策，當局批出現址一組全連環型校舍，分別供余道生紀念中學及此校遷入。在1989年中建築工程完畢前，兩所獲批遷校的中學需於屯門借校開課。
- 1988年借用屯門天主教中學校舍一年作過渡性安排，並举办第一届陆运会。同時石硤尾校舍停止招生，原校就讀的學生不受遷校安排直至中三學年結束為止。
- 1991年屯門碼頭區校舍建成全面搬迁，举办第一届中七毕业典礼。
- 2003年易名为加拿大神召会嘉智中学。
- 2006年该校获得关爱校园奖项。
- 2010年黄伟强接任校長。

## 设施
- 標準课室28间
- 科学实验室4间
- 电脑室2间
- 特别室15间（包括协作学习室、多媒体学习室、资讯科技与设计室、电子画室、多用途活动室等）
- 学生中心1间

## 事件
- 2014年6月23日，此校疑因教務組失誤，較考評局時間表提早一日進行TSA中文科寫作考核。當教務主任發現考評局職員遲遲未到校時，隨即上報校長及考評局，並即時中止考試[9]。
- 2022年5月25日，此校發生欺凌事件，一名12歲男生疑因瑣事，被另一名14歲男生打傷頭部。及後，肇事男生被捕，而事主亦被送院檢查[10]。

## 著名校友
- 呂慧儀[11]：演員、電視廣播藝人
- 趙頌茹（1999年中五）：歌手、演員
- 路芙（1984年中五）：唱片騎師、演員
- 柳俊江（2000年中七[12]）：已故前無綫新聞專題記者、主播
- 練美娟（2009年中七）：藝人，主持[註 1]
- 陳華鑫：無綫電視藝人
- 曾美欣：歌手，女子組合「Lolly Talk」成員

## 註解
1. ↑  關於練美娟中學母校資料，出自香港電台第一台廣播節目《守下留情》於2022年8月29日播出的訪問。

## 外部連結
- 官方网站

22°22′22″N 113°58′09″E / 22.3727°N 113.9693°E